# 1906-os magyar atlétikai bajnokság
Az 1906-os magyar atlétikai bajnokságot – amely a 11. bajnokság volt, 3 mérföldes síkfutással egészült ki a bajnokság.

## Eredmények

### Férfiak
| Versenyszám     | Arany                 | Arany   | Ezüst                     | Ezüst   | Bronz                        | Bronz   |
| --------------- | --------------------- | ------- | ------------------------- | ------- | ---------------------------- | ------- |
| 100 yard        | Hellmich Miksa OTE    | 11,0    | Bertalan Zoltán Magyar AC |         | Radóczy Károly MTK           |         |
| 440 yard        | Bernegh József BPTTSE | 54,0    | Holics Gábor MTK          |         | Vangel Gyula Magyar AC       |         |
| 880 yard        | Bodor Ödön BPTTSE     | 2:16,4  | Holics Gábor MTK          |         |                              |         |
| 1 mérföld       | Bodor Ödön BPTTSE     | 4:51,4  | Lengyel Lajos FAC         |         |                              |         |
| 3 mérföld       | Gál Gyula BAK         | 17:41,0 |                           |         |                              |         |
| 120 yard gát    | Kéméndy Ernő UTE      | 18,5    | Nemes Dezső Magyar AC     |         |                              |         |
| 30 km gyaloglás | Manglitz Ferenc FTC   | 3:54:11 | Jaha Nándor AAC           |         | Vass István AAC              |         |
| magasugrás      | Szegedy Géza BEAC     | 172 cm  | Nemes Dezső Magyar AC     | 169 cm  | Polyákovich Elemér Magyar AC | 169 cm  |
| távolugrás      | Bartkó Jenő BPTTSE    | 639 cm  | Szegedy Géza BEAC         | 637 cm  | Majunke Erik NTE             | 627 cm  |
| rúdugrás        | Kiss Imre Magyar AC   | 325 cm  | Szabó Kálmán BTC          | 320 cm  | Kazár Emil Magyar AC         | 310 cm  |
| súlylökés       | Dávid Mihály BEAC     | 12,49 m | Luntzer György PTE        | 11,51 m | Zay Lajos BEAC               | 11,19 m |
| diszkoszvetés   | Müller Viktor SFAC    | 38,77 m | Luntzer György PTE        | 38,22 m | Halmos Károly Magyar AC      | 37,90 m |